# Фомиряков, Георгий Геннадьевич
Георгий Геннадьевич Фомиряков (1957, Чебоксары) — советский и российский художник, Заслуженный художник Чувашской Республики (2014).

## Биография
Родился 9 мая 1957 года в Чебоксарах.
Выпускник художественно-графического факультета Чувашского государственного педагогического института им. И. Я. Яковлева (1983). После учёбы вместе с женой жил и работал в городе Алатырь.
С начала 1990-х Фомиряков живёт и работает в родовой деревне Чиганары Чебоксарского р-на Чувашской Республики. Он перестроил для творческих целей традиционный сельский дом, В 2015 было надстроено новое помещение и оборудована специальная творческая мастерская.

## Творчество
В 1985 пейзаж «Зима в Духовой роще» был представлен на VI зональной художественной выставке «Большая Волга» в Чебоксарах. В 1985 г. работал на Академической даче им. И. Е. Репина. 
Регулярно экспонирует свои произведения на художественных выставках разных уровней, организует персональные выставки в Чебоксарах и других городах России,

## Звания и награды
Заслуженный художник Чувашской Республики (2014).
Лауреат премии имени Михаила Сеспеля.

## Участие в профессиональных сообществах
- Член Союза художников СССР (1990)

## Основные произведения
Мать-волчица. 1991. Х., м. 60х80.
Борьба. 1992. Х., м. 90х120. ЧГХМ
Белая лошадь. 1992. Х., м. 90х75.
День грядущий. 1992. Х., м. 88х122.
Память о пирамидах. 1993.
Жнецы. 1994. Х., м. 80х60.
Солнце, рождающее жизнь. 1996. Х., м. 90х125.
Пусть останется благословение (2004). ЧГХМ
Триптих. «Мудрец» (посвящение Г. Айги). Ăсчах (Г. Айхине халалласа). 2006. ДВП, м. 66х66.

## Сценография
- 2006, март — Костюмы и декорации к спектаклю «Айтар». Чувашский государственный театр юного зрителя имени М. Сеспеля. Чебоксары
- 2007 — Чувашский праздник «Акатуй». Концепция, пространственные композиции, панно-задник для сцены. Москва, ВВЦ. Июнь 2007. Режиссёр В. Н. Оринов.
- 2013 — День Республики. Оформление Певческого поля, главной сцены фестиваля «Родники России». Чебоксары.

## Оформление книги
- Николай Васильев. Айпике. Шупашкар. Чăваш кĕнеке изд-ви. 1987. 88 с. Цв. обложка — 4 стр., 6 илл.
- Вениамин Тимаков. Ваçук отрячĕ [Отряд Васюка]. Стихи и поэмы. На чувашск. яз. Обложка, иллюстрации. — Чуваш. кн. изд-во: Чебоксары, 1988.
- Ашмарин Н.И. Болгары и чуваши. Факсимильное издание. Чуваш. кн. изд-во: Чебоксары, 2012 (обложка).
- Сеспель, М. Мильоном стих мой повторен Стихи. Фрагменты дневника и писем. Сост. А. П. Хузангай; худож. Г. Г. Фомиряков. — Чебоксары: Чувашское кн. изд-во, 2012 г. 239 с.: ил. Твердый переплет, суперобложка, увеличенный формат. ISBN 978-5-7670-1994-6

## Выставки
1983 — Выставка студенческих работ. Москва,
1985 — VI зональная художественная выставка «Большая Волга». Чебоксары.
1986 — Всероссийская выставка «Советская Россия». Москва.
1986 — Всероссийская выставка молодых художников. Москва.
1987 — Выставка молодых художников. Чувашский музыкальный (?) театр, Чебоксары.
1988 — Выставка молодых художников. Чувашский государственный художественный музей, Чебоксары.
2000 — «Белая Чувашия-2000». Чувашский государственный художественный музей, Чебоксары.
2012 — «Чǎваш-Арт». Выставка к Дням чувашской культуры в Башкортостане. Башкирский государственный художественный музей имени М. В. Нестерова. Уфа.
2012, ноябрь—декабрь — Персональная выставка произведений живописного цикла, посвященного поэту М. Сеспелю. Галерея «Серебряный век», Чебоксары.
2013, февраль — Персональная выставка «Заветы предков». Галерея «Дуслык» Дома дружбы народов Татарстана. Казань.
2015, октябрь — групповая выставка современных художников Чувашии. Фестиваль «Аптарафест». Камерный театр, Чебоксары.

## Фильмы, ТВ-передачи
- «Двери в детство» (телефильм Россия — ГТРК «Чувашия»; 2016; 37 мин.; язык — русский);
- Письма из провинции. Чувашская Республика (передача Россия — Культура; 26 мин.).